# Psammorygma rutilans
Psammorygma rutilans är en spindelart som först beskrevs av Simon 1887.  Psammorygma rutilans ingår i släktet Psammorygma och familjen Zodariidae. Inga underarter finns listade i Catalogue of Life.